# Ronald Naar
Ronald Edwin Naar (Den Haag, 19 april 1955 – Cho Oyu, 22 mei 2011) was een Nederlandse bergbeklimmer, alpinist en schrijver.

## Levensloop
Ronald Naar studeerde vanaf 1974 wiskunde aan de Universiteit van Utrecht en voltooide zijn studie in 1985 bij de vakgroep Grondslagen van de Wiskunde.
Naar beklom in de jaren zeventig talrijke bergwanden in de Alpen, waaronder de noordwand van de Eiger. Op vrijwel al deze beklimmingen in steil terrein van rots en ijs klom hij als eerste Nederlander. Vanaf 1980 richtte hij zich op enkele van de hoogste bergtoppen van de wereld, waaronder de Nanga Parbat: 8125 m, Mount Everest: 8848 m, Broad Peak: 8051 m en Kangchungtse, ook bekend als Makalu II: 7678 m, en maakte hij expedities naar tropische sneeuwbergen in onder meer Oeganda, Peru, Ecuador en op Nieuw-Guinea. In de jaren negentig organiseerde Naar expedities naar de Himalaya-reuzen Mount Everest en K2: 8611m, alsmede skitochten over de ijskappen van Groenland en Antarctica. In Groenland was hij in 2000 op oefen expeditie met zijn neef Jan Lippmann, die daar overleed.

In die tijd maakte hij ook pionierstochten in de Himalaya van Bhutan en Assam. De laatste jaren organiseerde hij vooral kleinschalige expedities naar berggebieden, die om politieke of geografische redenen moeilijk te bereiken zijn. In 2003 beklom hij vulkanen op Kamtsjatka, in 2005 reisde hij door het tropische regenwoud van Suriname naar de granietberg Duivelsei en in 2006 beklom hij in Irak de Halgurd. In de zomer van 2008 voer hij met de klipper Abel Tasman door de Chileense fjorden van Tierra del Fuego en Patagonië. Tijdens deze reis heeft hij ook geprobeerd de Monte Sarmiento te beklimmen en traverseerde hij de zuidelijke Patagoonse IJskap ter hoogte van de Cerro Torre. In de zomer van 2009 beklom hij met een team van zes studenten van de Technische Universiteit Delft, onder wie zijn oudste zoon Victor, de 7509 m hoge Muztagh Ata in het uiterste westen van China. Tijdens deze expeditie functioneerde hij als mentor van het team van jonge alpinisten.
Behalve met het schrijven van boeken en tijdschriftartikelen en het uitbaten van zijn fotografie hield Naar zich in het dagelijks leven bezig met het geven van lezingen en workshops over onder meer inspirerend leiderschap, risicomanagement, de essentie van teamwork: samenwerking en het ontwikkelen van visie. Over dit laatste onderwerp schreef hij in 2007 het boek Naar de top dat onder de titel Going for the top ook voor het Engelse taalgebied verscheen.

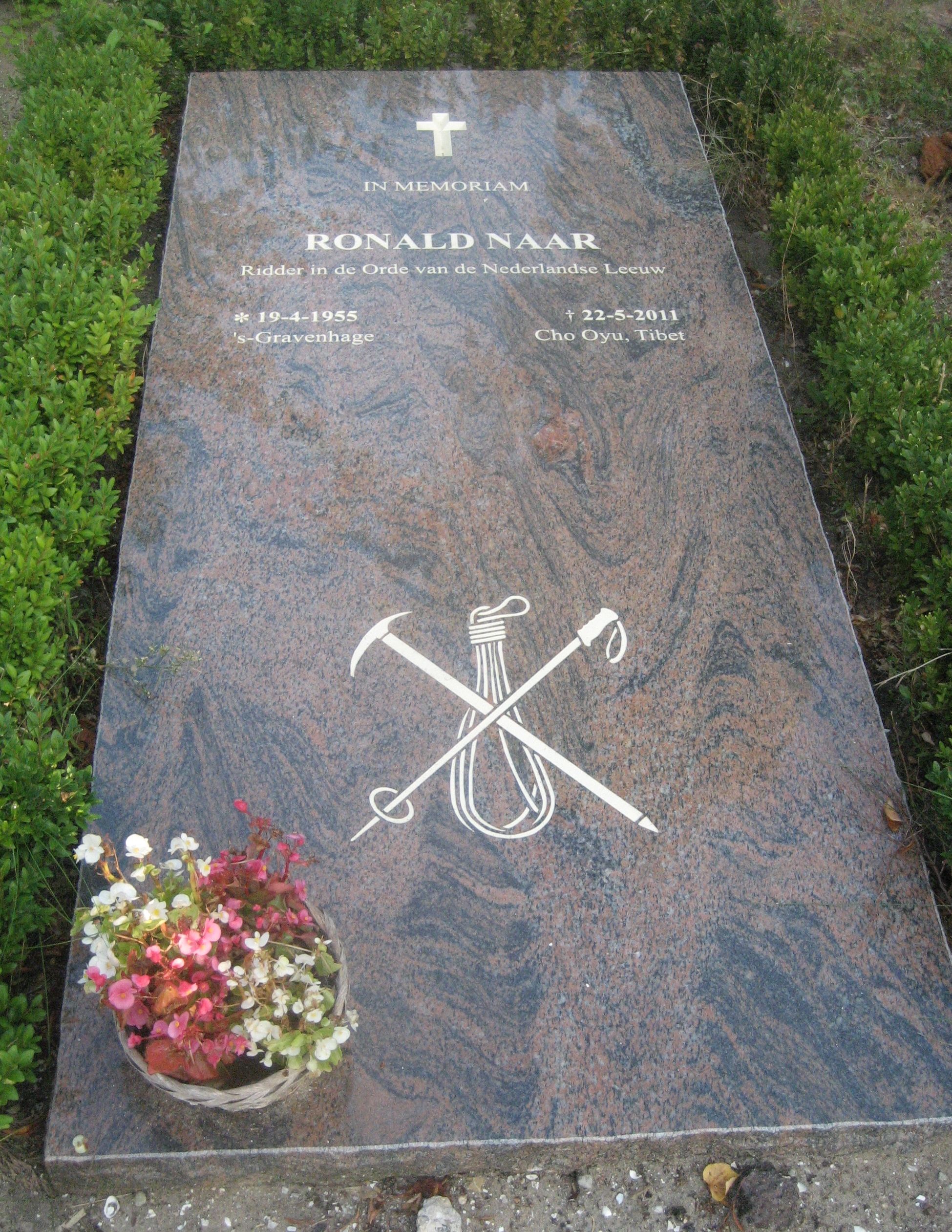
Het graf van Ronald Naar op de Begraafplaats Sint Petrus Banden

Naar overleed op 56-jarige leeftijd tijdens een klim op de Cho Oyu: 8201m. Hij werd eerst onwel en overleed even later op ongeveer 6800 m hoogte. Naar ligt begraven op Sint Petrus Banden in Den Haag.
Een expeditieteam van de NKBV expeditie academie vernoemde in 2018 een berg die zij beklommen hadden, in het Djangart massief (in Oost-Kirgizië), naar Ronald Naar vanwege zijn verdiensten en bijdrage aan de bergsport in Nederland. Piek “Ronald Naar” (5015m) was op dat moment waarschijnlijk de laatste onbeklommen top boven de 5000 in de Djangart.

## Prestaties
- Eerste Nederlander op de Eiger-noordwand en nog eens 20 andere noordwanden: Matterhorn, Dent Blanche, Gletscherhorn, Aiguille du Dru, Lauterbrunnen Breithorn, Grandes Jorasses, Les Courtes, Lyskamm westtop.
- Eerste Nederlander die, samen met Bas Gresnigt, de Freney-pijler op de Mont Blanc beklom, in 1979.
- Leidde eerste Nederlandse expeditie naar de 8125 meter hoge Nanga Parbat, in 1981.
- Eerste Nederlander die de zeven toppen heeft beklommen, tussen 1984 en 1992.
- Leidde een expeditie naar de top van de 8611 m hoge K2 die hij ook zelf bereikte, samen met Hans van der Meulen en Rajab Sjah en Mehrban Sjah, twee Pakistaanse hoogtedragers van het team.
- Doorkruiste in 1997 samen met Ekon Hartog en Coen Hofstede op ski's de ijskap van Groenland over de 69ste breedtegraad, waarbij de hoogste berg van Groenland, Gunnbjørn Fjeld, werd beklommen.
- Beklom alle Zwitserse vierduizenders.
- Skiede als eerste Nederlander, samen met glacioloog Coen Hofstede, van de kust naar de geografische zuidpool, 2263 km in 63 dagen, 1998-1999.
- Doorkruiste in 2003 op ski's beide Patagonische ijskappen: de noordelijk waarbij onderweg de Cerro San Valentin werd beklommen en de zuidelijke in 2008, waarbij ze werden gedropt door het zeilschip Abel Tasman.
- Samen met rotsklimmers Martin Fickweiler en Gerke Hoekstra trok hij in 2005 door de jungle van Suriname naar de afgelegen granietkolos Duivelsei, waarvan de eerste beklimming werd volbracht.
- Beklom tot 2011 tien toppen als eerste mens, waaronder Peak 6393 in de Karakoram, Djo Drake in Bhutan, Tilleketinda op Groenland en het Duivelsei in Suriname.
- Beklom in 2009 op 54-jarige leeftijd in elf dagen tijd de 7546 m hoge Muztagh Ata in het Chinese Kun Lun-gebergte.